# Museo Nicanor Piñole
El Museo Nicanor Piñole es un museo pictórico en Gijón, Asturias, España. Se fundó en 1991 con el objetivo de exponer la obra del pintor asturiano Nicanor Piñole.

## El edificio
El edificio que alberga el museo se remonta al testamento del industrial Mariano Suárez Pola, donde recoge la construcción de una escuela para niños sin recursos: el Asilo Pola. En 1902, el que fuera arquitecto municipal de Gijón, Luis Bellido, entrega los planos. Sin embargo, debido a la dimisión de este, las obras fueron dirigidas por Miguel García de la Cruz. El Asilo Pola se inaugura el 4 de mayo de 1908 y estaría regentado por Hermanas de la Caridad. Sería financiado por el Ayuntamiento, la diócesis de Oviedo y particulares con el objetivo de educar y cuidar a niños menores de siete años mientras los padres acudían al trabajo. En 1986 cierra la escuela y en 1987 se entrega el edificio al Ayuntamiento de Gijón, que lo reforma entre 1989 y 1990 bajo supervisión de los arquitectos Javier Felgueroso y Juan González Moriyón. Finalmente, el 27 de abril de 1991 se inaugura el Museo Nicanor Piñole tras una inversión de 150 millones de pesetas.
El edificio cuenta con dos plantas (en la baja se impartían clases y en la superior habitaban las Hermanas) y es de estilo ecléctico.

## El museo
El Museo Nicanor Piñole se articula en base a una colección de 720 cuadros y 800 dibujos del artista asturiano Nicanor Piñole (1878-1978), así como varios objetos de su vida personal y de su contexto biográfico. La mayoría de estos elementos fueron donados por la viuda del pintor; doña Enriqueta Ceñal. La colección se completa con fondos del Museo Jovellanos, Museo de Bellas Artes de Asturias y Museo Nacional Centro de Arte Reina Sofía.
La obra pictórica de Nicanor Piñole que se exhibe en el museo es muy variada, incluyendo escenas costumbristas, bodegones y una gran variedad retratos.